# Hansa Band
Hansa Band var en svensk rockgrupp från Uppsala, grundad 1978 av gitarristen Hans-Erik Mattsson (kallad Hansa) och sångaren Johan von Feilitzen (tidigare i gruppen Gandalf), "Hansa" född 1957 och Johan 1960. Övriga medlemmar från början var Keith "Kejje" Lund på trummor och Martin Sjöstrand på bas. Sjöstrand ersattes 1980 av Sonny Forsberg. 
Bandet gav ut sin första singel Frusna barn 1978 på subverskivbolaget, ett skivbolag inom proggrörelsen, men lyckades året efter säkra ett kontrakt hos Sonet, som för tiden saknade ett stort ungdomsband i sitt stall. Singeln Flipperspel och albumet med samma namn (båda 1979) lyckades dock inte nå några anmärkningsvärda framgångar. 
Betydligt bättre gick det för singeln Mörkret faller på (1980). Den blev visserligen diskvalificerad från Heta högen i Kaj Kindwalls program Poporama, för att alltför många vykortsröster kommit från just Uppsala, men lyckades ändå ta sig ända upp på fjärdeplatsen på försäljningslistan. LP:n med samma namn kom året efter men blev ingen större försäljningsframgång, trots att bandet turnerade flitigt under sommaren 1981, och var förband åt Gyllene Tider vid åtminstone ett par tillfällen (Uppsala och Eskilstuna). 
Ytterligare tre singlar släpptes, men ingen av dessa blev någon försäljningsframgång. 
Trots sina begränsade framgångar hyser Hansa Band än i dag viss kultstatus i Uppsala. Bandet har gjort några bejublade reunion-konserter genom åren, men ingen egentlig nysatsning.

## Medlemmar
Senaste medlemmar
- Hans-Erik "Hansa" Mattsson – gitarr (1978–1982)
- Johan von Feilitzen – sång, gitarr, keyboard, munspel (1978–1982)
- Sonny Forsberg – basgitarr, sång (1980–1982)
- Kejje Lund - trummor (1978–1982)

Tidigare medlemmar
- Martin Sjöstrand – basgitarr, körsång (1978–1980)

## Diskografi
Studioalbum
- 1979 – Flipperspel (LP)
- 1981 – Mörket faller på (LP)

Singlar
- 1978 – "Frusna barn" / "Så här i början av dan"(7" vinyl)  Denna släpptes på subverskivbolaget[1] i endast några hundra exemplar.
- 1979 – "Flipperspel" / "Ensamma hjärtan" (7" vinyl)
- 1980 – "Mörkret faller på" / "Du måste se" (7" vinyl)
- 1981 – "Sent när du kom hem" / "Rakt fram rätt på" (7" vinyl)
- 1981 – "Fryzer" / "Märsta station" (7" vinyl)
- 1982 – "Håll ut" / "Coming Home" (7" vinyl)